# Списък на математически понятия

## Латиница
Lp пространства
MIMO модел —
MISO модел —
n-пъти диференцируем —
n-ти корен —
SISO модел —
uvw-теорема —
Z-преобразование

## А
- Абджадия
- Абелова група
- Абелова награда
- Абелови уравнения
- Абсолютна грешка
- Абсолютна непрекъснатост
- Абсолютна стойност
- Абсолютна сходимост
- Абсолютно непрекъснато разпределение
- Абстрактна алгебра
- Абстракция
- Абсциса
- Абсцисна ос
- Автокорелация
- Автоматен език
- Автоморфизъм
- Автономност
- Автономна система
- Авторегресионен модел
- Адитивно изображение
- Адитивност
- Адюнгирано количество
- Азбучен запис на числа
- Аксиома
- Аксиома за избора
- Аксиома за успоредните прави
- Акшара-самкхя
- Алгебра
- Алгебра на събитията
- Алгебричен елемент
- Алгебричен комплемент
- Алгебрична геометрия
- Алгебрична група
- Алгебрична крива
- Алгебрична структура
- Алгебрична теория на числата
- Алгебрична топология
- Алгебрична функция
- Алгебрично допълнение
- Алгебрично затворен
- Алгебрично многообразие
- Алгебрично независим
- Алгебрично число
- Алгоритъм
- Алгоритъм на Евклид
- Алгоритъм на Риш
- Алгоритъм на Суурбалле
- Аликвотна дроб
- Алтерниращ
- Аналитичен
- Аналитична геометрия
- Аналитична функция
- Аналитична теория на числата
- Аналитично продължение
- Аналогов компютър
- Аномалия
- Антипаралелограм
- Антиподни точки
- Антипроизводна
- Антисиметричен тензор
- Антисиметрично отношение
- Апотема
- Апостериорна вероятност
- Априорна вероятност
- Априорна вероятност на Джеффрис
- Априорно разпределение
- Апроксимация
- Арабски цифри
- Аргумент на комплексно число
- Аргумент на функция
- Аргументация
- Аритметика
- Аритметика с плаваща запетая
- Аритметична функция
- Аркускосеканс
- Аркускосинус
- Аркускотангенс
- Аркуссеканс
- Аркуссинус
- Аркустангенс
- Арменска бройна система
- Архимедово тяло
- Асиметрично отношение
- Асимптота
- Асимптотична крива
- Асимптотична нотация
- Асимптотично направление
- Асоциативен
- Асоциативен закон
- Асоциативен пръстен
- Асоциативност
- Асоциативна алгебра
- Астроида
- Атикска бройна система
- Атлас
- Афинитет
- Афинна геометрия
- Афинна независимост
- Афинна обвивка
- Афинно изображение
- Афинно подпространство
- Афинно преобразование
- Афинно пространство

## Б
- Базис
- Банахово пространство
- Барицентрични координати
- Барицентр
- Бедра на ъгъл
- Бедро
- Безконтекстен език
- Безконтекстна граматика
- Безкраен ред
- Безкрайна диференцируемост
- Безкрайна периодична дроб
- Безкрайно малка и безкрайно голяма
- Безкрайно множество
- Безкрайно отдалечена точка
- Безкрайност
- Безусловна оптимизация
- Бейсов извод
- Бейсов подход във филогенетиката
- Бейсова вероятност
- Бейсова линейна регресия
- Бейсова мрежа
- Бейсова оценка на решението
- Бейсова статистика
- Бейсово програмиране
- Бета-разпределение
- Биективен
- Биекция
- Биквадратно уравнение
- Билинеен
- Билинейна форма
- Билинейно преобразование
- Бимедиана
- Биморфизъм
- Бинарен код
- Бинарна операция
- Бинарна релация
- Бинарно отношение
- Бином
- Биномен
- Биномен коефициент
- Биномен ред
- Биномиална бройна система
- Биномиално разпределение
- Биномна теорема
- Биномно развитие
- Бирационален
- Бирмански цифри
- Блокова матрица
- Борелевска сигма-алгебра
- Бройна система на Щерн-Броко
- Бройна система
- Булеан
- Булева алгебра
- Булева функция
- Бутилка на Клайн

## В
- Вавилонски цифри
- Вариационно смятане
- Вариация
- Васан
- Вграждане
- Вектор
- Векторен анализ
- Векторно подпространство
- Векторно поле
- Векторно произведение
- Векторно пространство
- Векторно смятане
- Верижно правило
- Вероятност
- Вероятностна плътност
- Вероятностно пространство
- Взаимно-еднозначни изображения
- Взаимно-обратни числа
- Вибрация
- Винтова линия
- Височина
- Висша математика
- Вписан ъгъл
- Вписан триъгълник
- Вписан петоъгълник
- Вписан четириъгълник
- Вписан шестоъгълник
- Вписана окръжност
- Вписани окръжности в триъгълник
- Времеви ред
- Връх (геометрия)
- Връх (теория на графите)
- Връхни ъгли
- Втора теорема за средното
- Входни данни
- Възел
- Вълново уравнение
- Външен ъгъл
- Външно-вписана окръжност
- Вътрешна точка

## Г
- Галерен метод за деление
- Гама-функция
- Гаусова кривина
- Гаусово разпредление
- Генерална съвкупност
- Генерираща функция
- Геометричен център
- Геометрична топология
- Геометрична фигура
- Геометрично разпределение
- Геометрия
- Геометрия на Лобачевски
- Главна кривина
- Гладка крива
- Гладки сингулярни хомологии
- Гладкост
- Глобален екстремум
- Глобален максимум
- Глобален минимум
- Голяма окръжност
- Голяма полуос
- Голяма теорема на Пикар
- Гон
- Горна граница
- Горна сума
- Градиент
- Градиентно спускане
- Градус
- Градусна мярка
- Граница
- Гранична стойност
- Гранична точка
- Гранична функция
- Гранично правдоподобие
- Граф
- Граф на Птолемей
- Графика на функция
- Графов вероятностен модел
- Грешки и остатъци
- Грузинска бройна система
- Група
- Група на симетриите
- Гръцка бройна система
- Гръцки цифри

## Д
- Двадесетична бройна система
- Дванадесетична бройна система
- Двоен интеграл
- Двоичен
- Двоична система
- Двоично дърво
- Двоично число
- Двойна експоненциална функция
- Двумерно пространство
- Действие на групата
- Декартов лист
- Декартова координатна система
- Декартово произведение
- Деление
- Деление на полиноми
- Деление по колони
- Деление с остатък
- Делител
- Делимо
- Делимост
- Делта-функция
- Делтоид
- Делтоиден икоситетраедър
- Десетична бройна система
- Десетична дроб
- Десетична запетая
- Дескриптивна геометрия
- Детерминанта
- Детерминанта на Вандермонд
- Детерминираност
- Детерминиран краен автомат
- Дефиниционно множество
- Дефиниция
- Диагонал
- Диагонална матрица
- Диаграма
- Диаграма на преходите
- Диада
- Диаметър
- Дивергенция
- Дизюнктивна нормална форма
- Дизюнкция
- Диофантово уравнение
- Дискретна сума
- Дискретна математика
- Дискретна геометрия
- Дискретна случайна величина
- Дискретно равномерно разпределение
- Дискриминанта
- Дисперсия
- Дистрибутивен закон
- Дистрибутивност
- Диференциал
- Диференциална геометрия
- Диференциална топология
- Диференциална форма
- Диференциално уравнение
- Диференциално уравнение на Бернули
- Диференциране
- Диференцируемост
- Дифеоморфизъм
- Доверителен интервал
- Додекаедър
- Доказателство
- Долна граница
- Долна сума
- Долна триъгълна матрица
- Допирателна
- Допирателна окръжност
- Допирателна парабола
- Допирателна права към окръжност
- Допирателна равнина
- Допирателна точка
- Допустимо число
- Допълващ ъгъл
- Допълнение
- Достатъчно условие
- Дроб
- Дробно-линейна функция
- Дуален базис
- Дуален многостен
- Дуално векторно пространство
- Дуално пространство
- Дунавски цифри
- Дъга
- Дъгова мярка
- Дължина
- Дърво
- Дясно непрекъснат

## Е
- Евклидов алгоритъм
- Евклидов пръстен
- Евклидова геометрия
- Евклидово пространство
- Еволвента
- Еврейски цифри
- Егейски цифри
- Египетска бройна система
- Етруска бройна система
- Единичен вектор
- Единична бройна система
- Единична матрица
- Единична окръжност
- Единична импулсна функция
- Единична прагова функция
- Еднаквост
- Еднозначност
- Едномодалност
- Еднородна функция
- Едночлен
- Експонента
- Експоненциален запис
- Експоненциален формат
- Експоненциална функция
- Екстраполация
- Екстремум
- Ексцентритет
- Елемент
- Елементарна алгебра
- Елементарна геометрия
- Елементарни функции
- Елипса
- Елипсоид
- Емпирична формула
- Елиптични координати
- Ендоморфизъм
- Ентропия
- Ентропия на Шанън
- Епиморфизъм
- Епитрохоида
- Епициклоида
- Ермитов полином
- Ермитова интерполация
- Ермитова спрегнатост
- Ермитова форма
- Естествено преобразование
- Естествено число
- Етиопски цифри
- Ефективна стойност
- Ефикасност

## Ж
Жорданова нормална форма

## З
- Задача на Коши
- Закон за големите числа
- Закръгление
- Заместване
- Заместване на Вайерщрас
- Замествания на Ойлер
- Затворен интервал
- Затворен праобраз
- Затворено множество
- Затворено сечение
- Златно сечение
- Знакова функция
- Знаменател
- Значеща цифра
- Зоноедър

## И
- Игра с непълна информация
- Идеал
- Идентичност
- Изброимо множество
- Извадка
- Извадкова функция на разпределение
- Изваждане
- Измерима функция
- Измеримо пространство
- Изображение
- Изолираност
- Изолирана точка
- Изометрия
- Изоморфизъм
- Изопериметрична задача
- Изотропност
- Изправен ъгъл
- Изпъкналост
- Изпъкнал ъгъл
- Изпъкнала комбинация
- Изпъкнала обвивка
- Изпъкнала оптимизация
- Изпъкнала функция
- Изпъкнало множество
- Изпъкнало пространство
- Изродено изображение
- Изчислителна математика
- Икосидодекаедър
- Икоситетраедър
- Имагинерност
- Имагинерна единица
- Имагинерна част
- Имена на числата
- Импликация
- Инверсно разстояние
- Инвертиране
- Индикатор
- Индикаторна функция
- Интегрална сума
- Интегрално уравнение
- Индуктивен
- Индукционна стъпка
- Индукция
- Инективен
- Инекция
- Интеграл
- Интеграл на Дарбу
- Интеграл на Льобег
- Интеграл на Риман
- Интегрален признак на Коши-Маклорен
- Интегрална теорема на Коши
- Интегрално смятане
- Интегрално изчисление
- Интегрално уравнение
- Интегриране
- Интегриране по части
- Интегриране чрез заместване
- Интегрируем
- Интервал
- Интервална оценка
- Интерполация
- Информационен критерий
- Инфимум
- Инфлексна точка
- Инфлексия
- Информация на Фишер
- Ирационално число
- Ирационалност
- Истина
- Итеративен метод
- Итерация

## К
- Каноничен вид
- Каноничен мономорфизъм
- Каноничност
- Кардиоида
- Кардиналитет
- Кардиналност
- Карта
- Каталаново тяло
- Категория на малките категории
- Категория на функторите
- Катет
- Квадрант
- Квадрат
- Квадрат (степен)
- Квадратен корен
- Квадратичен закон за взаимността
- Квадратична форма
- Квадратна пирамида
- Квадратно уравнение
- Квадратура
- Квантов бейсианизъм
- Квантова теория на оценяването
- Квантово неравенство на Крамер—Рао
- Квантор
- Кватернион
- Кватерниони
- Кипу
- Кирилски цифри
- Китайски цифри
- Клелия
- Ковариация
- Ковариантна производна
- Ковектор
- Коефициент
- Коефициенти на Ламе
- Колона
- Колинеарност
- Комбинаторика
- Комбинаторна теория на групите
- Комбинация
- Компактно множество
- Компактно пространство
- Компланарност
- Комплексен анализ
- Комплексна равнина
- Комплекситет
- Комплексни класове P и NP
- Комплексно число
- Композиция на функции
- Компонент на силна свързаност
- Комутативност
- Комутативен закон
- Комутативен пръстен
- Комутативна алгебра
- Комутативна група
- Конволюция
- Коника
- Конично сечение
- Консервативна система
- Константа
- Конструкция
- Контекстен език
- Контекстна граматика
- Континуум на Джонсън–Карнап
- Континуум хипотеза
- Конус
- Конформно изображение
- Конюнктивна нормална форма
- Конюнкция
- Координата
- Координатна ос
- Координатна система
- Корейски цифри
- Корелационен анализ
- Корелационен индекс
- Корелационен коефициент
- Корелационна функция
- Корелация
- Корен
- Коренуване
- Корефлексивно отношение
- Косеканс
- Косинус
- Косинусова теорема
- Кососиметричен тензор
- Котангенс
- Краева задача
- Крайна разлика
- Крайна точка
- Крайно множество
- Кратно число
- Крива
- Крива на Вивиани
- Крива на Сплайн
- Кривина
- Кривина на Гаус
- Криволинеен интеграл
- Криволинейна координатна система
- Криптография
- Критерии за интегрируемост
- Критерии за съгласие
- Критерий
- Критерий за минималната средноквадратична грешка
- Критерий на Даламбер
- Критерий на Дарбу
- Критерий на Дюбуа-Реймон
- Критерий на Коши
- Критерий на Лайбниц
- Критерий на Льобег
- Критерий на Раабе–Дюамел
- Критерий на Риман
- Критична стойност
- Критична точка
- Кръгова точка
- Кръг
- Кръстни ъгли
- Кръстосана проверка
- Куб
- Куб (степен)
- Кубична сингония
- Кубично уравнение
- Кубоктаедър
- Кубохемиоктаедър
- Кумулативна функция на разпределение

## Л
- Лапласиан
- Льобегови пространства
- Лема
- Лема за шестата окръжност
- Лемниската
- Лемниската на Бернули
- Линеен интеграл
- Линеен модел
- Линеаризация
- Линейна алгебра
- Линейна зависимост
- Линейна комбинация
- Линейна независимост
- Линейна обвивка
- Линейна регресия
- Линейна регресия на корелация
- Линейна форма
- Линейна функция
- Линейно изображение
- Линейно оптимиране
- Линейно наредено множество
- Линейно преобразование
- Линейно програмиране
- Линейно пространство
- Линейност
- Линия
- Логаритмична бройна система
- Логаритмична скала
- Логаритмично разпределение
- Логаритъм
- Логика
- Логистичен модел
- Логистична регресия
- Логическа вероятност
- Локален екстремум
- Локален максимум
- Локален минимум
- Локсодрома
- Лудолфово число
- Лъжа
- Лъч
- Ляво диференцируем
- Ляво непрекъснат

## М
- М-оценки
- Максимален идеал
- Максимален интервал на съществуване
- Максимум
- Малка теорема на Пикар
- Марковска верига
- Марковска верига Монте-Карло
- Марковска мрежа
- Марковски процес
- Марковски процеси в непрекъснато време
- Марковско свойство
- Математика
- Математическа логика
- Математическа оптимизация
- Математическа статистика
- Математическа физика
- Математически анализ
- Математически означения
- Математически финанси
- Математическо оптимиране
- Математическо програмиране
- Математическо очакване
- Математично махало
- Матрица
- Матрица на Грам
- Матрица на плътността
- Матрица на Якоби
- Машина на Тюринг
- Машинна точност
- Медиана
- Медицентър
- Меркаторова проекция
- Мерки за средна стойност
- Мероморфна функция
- Мерсеново число
- Метод на Гаус-Жордан
- Метод на Гаус-Зайдел
- Метод на градиентното спускане
- Метод на златното сечение
- Метод на Крамер
- Метод на Лаплас
- Метод на максималното правдоподобие
- Метод на най-бързото спускане
- Метод на най-малките квадрати
- Метод на Нютон
- Метод на Нютон–Рафсън
- Метод на обратното разпространение на грешката
- Метод на превала
- Метод на покоординатното спускане
- Метод на приведения градиент
- Метод на Хорнер
- Методи за интегриране
- Метрика (математика)
- Метричен тензор
- Метрично пространство
- Милетска бройна система
- Минимален полином
- Минимална повърхност
- Минимум
- Минор
- Многообразие
- Многостен
- Многочлен
- Многочленен коефициент
- Многоъгълник
- Множител
- Множество
- Мода (статистика)
- Модел
- Модул
- Модел на претеглената сума
- Модулна аритметика
- Моном
- Мономорфизъм
- Монотонност
- Морфизъм
- Мощност
- Мултиграф
- Мултииндекс
- Мултиколинеарност
- Мултиномиално разпределение
- Мярка за броене
- Мярка за множество
- Мярка на Жордан
- Мярка на Льобег

## Н
- Наивен бейсов класификатор
- Най-голям общ делител
- Най-голяма долна граница
- Най-малка долна граница
- Най-малко общо кратно
- Най-малък общ знаменател
- Напълно наредено множество
- Нареден пръстен
- Наредена група
- Наредена двойка
- Наредено множество
- Наредено поле
- Натурален логаритъм
- Начална стойност
- Неавтономна система
- Нега-позиционна бройна система
- Недетерминираност
- Недетерминиран краен автомат
- Неизброимост
- Неизпъкнало множество
- Неизродено изображение
- Неизроденост
- Нелинеен модел
- Нелинейна регресия
- Нелинейна система
- Нелинейност
- Нелинейно оптимиране
- Нелинейно уравнение
- Необходимо условие
- Неопределен интеграл
- Неотрицателен
- Непараметрична регресия
- Непараметрична статистика
- Неперово число
- Непосредствено интегриране
- Непрекъсната функция
- Непрекъснато изображение
- Непрекъснатост
- Неравенство
- Неравенство за средните аритметично, геометрично и хармонично
- Неравенство за средните стойности
- Неравенство на Бернули
- Неравенство на Йенсен
- Неравенство на Коши-Буняковски-Шварц
- Неравенство на Крамер—Рао
- Неравенство на Минковски
- Неравенство на Птолемей
- Неравенство на триъгълника
- Неравенство на Хьолдер
- Неравенство на четириъгълника
- Неразложимост
- Несобствен интеграл
- Нестабилност
- Нестандаретн анализ
- Неутрален елемент
- Ниво
- Низ
- Номер
- Номерация на Арябхата
- Норма
- Норма на матрица
- Нормала
- Нормална форма
- Нормално разпределение
- Нормирано векторно пространство
- Нормирано пространство
- Нормирано разпределение
- Нула
- Нулев вектор
- Нулев елемент
- Нулев ъгъл
- Нулева редица
- Нулево векторно пространство
- Нютонов бином

## О
- Обединение
- Обем
- Обемен интеграл
- Обикновено диференциално уравнение
- Обиколка
- Област
- Обобщено неравенство на средните стойности
- Образ
- Обратен тензор
- Обратна матрица
- Обратна тригонометрична функция
- Обратна функция
- Обратно число
- Общ знаменател
- Обща алгебра
- Общо кратно
- Овал на Касини
- Ограничен
- Ограничен отгоре
- Ограничен отдолу
- Ограничение
- Околност
- Окръжност
- Окръжност на деветте точки
- Окръжност на Ойлер
- Окръжности на Микел
- Октаедричен многостен
- Октаедър
- Октониони
- Омбилика
- Операнд
- Оператор (математика)
- Оператор делта
- Оператор на Лаплас
- Оператор на Хамилтън
- Оператор набла
- Операция
- Описан триъгълник
- Описан петоъгълник
- Описан четириъгълник
- Описан шестоъгълник
- Описана окръжност
- Определен интеграл
- Определение
- Определител
- Оптимизация
- Оптимиране
- Орбита на решението
- Ордината
- Ординатна ос
- Ориентация
- Ориентиран граф
- Ориентирана площ
- Ориентиран ацикличен граф
- Ортогонален базис
- Ортогоналност
- Ортогонална група
- Ортогонална матрица
- Ортогонална проекция
- Ортогонална система
- Ортогонални вектори
- Ортогонални координати
- Ортогонални многочлени
- Ортогонални тензори
- Ортогонални функции
- Ортогонално множество
- Ортогонално преобразование
- Ортодиагонален четириъгълник
- Ортодромия
- Ортонормираност
- Ортонормиран базис
- Ортонормирана матрица
- Ортонормирана система
- Ортонормирани вектори
- Ортонормирани функции
- Ортонормирано множество
- Ортоцентър
- Ос
- Оскулачна равнина
- Осмична бройна система
- Основа на бройна система
- Основна теорема за хомоморфизмите
- Основна теорема на алгебрата
- Остатък
- Остатъчна класова система
- Остър ъгъл
- Отворен интервал
- Отворен праобраз
- Отворено подмножество
- Отворено сечение
- Относителна грешка
- Отношение
- Отношение на шансовете
- Отражение
- Отрицание
- Отрицателен
- Отрицателно биномиално разпределение
- Отрицателно дефинитен
- Отрицателно число
- Оценка на апостериорния максимум
- Очаквана стойност

## П
- Парабола
- Параболични координати
- Параболоид
- Парадокс на Линдли
- Паралелепипед
- Параметризиране
- Параметър
- Пентагон
- Пентаграм
- Пентахорон
- Периметър
- Период
- Период на вибрация
- Периодичен
- Периодична дроб
- Периодична функция—
- Пермутация
- Перпендикуляр
- Перпендикулярен
- Перспектива
- Перцептрон
- Пи
- Пирамида
- Питагоров триъгълник
- Питагорова теорема
- Планиметрия
- Площ
- Плътна опаковка на равни сфери
- Плътност на опаковката
- Плътност на вероятността
- По части гладка крива
- Поасоново разпределение
- Поведение на функция
- Повърхност
- Повърхностен интеграл
- Подбазис
- Подгрупа
- Подграф
- Подмножество
- Подобни матрици
- Подобие
- Подпространство
- Подпръстен
- Подредица
- Позиционни бройни системи
- Показатели за център на разпределението
- Показателна функция
- Полагане
- Поле
- Полином
- Полином на Бернули
- Полиномен коефициент
- Полиноми на Чебишев
- Полиномиална функция
- Положителен
- Положително дефинитен
- Положително число
- Полугрупа
- Полунепрекъснатост
- Полуокръжност
- Полузатворен интервал
- Полуотворен интервал
- Полузатворено подмножество
- Полуотворено подмножество
- Полуправа
- Полупространство
- Полуравнина
- Полюс
- Пораждаща система
- Пораждаща функция
- Последователно приближение
- Последна теорема на Ферма
- Постепенна регресия
- Поток на векторно поле
- Поток на система
- Прав ъгъл
- Права
- Права линия
- Права на Нютон
- Права на Нютон-Гаус
- Права на Обер
- Правилен многоъгълник
- Правилна дроб
- Правило на Кромуел
- Правоъгълен делтоид
- Правоъгълен паралелепипед
- Правоъгълен трапец
- Правоъгълен триъгълник
- Правоъгълник
- Празно множество
- Предикат
- Предикатно смятане
- Пренареждане
- Преобразование на Лаплас
- Преобразование на Лоран
- Преобразование на Мьобиус
- Преобразование на Тастин
- Преориентация
- Пресечен конус
- Пресечна точка
- Пресечница
- Приближение
- Приближение на Стърлинг
- Приложен софтуер
- Приложна математика
- Примитивна функция
- Принцип на Дирихле
- Принцип на максималната ентропия
- Присвояване
- Програма
- Програмиране
- Проективна геометрия
- Проекция
- Произведение
- Проверка на статистическа хипотеза
- Производна
- Произволна величина
- Променлива
- Пропорционалност
- Проста линейна регресия
- Просто число
- Пространство
- Пространство на елементарните събития
- Пространство на състоянията
- Пространство с мярка
- Противоположни ъгли
- Противоречие
- Пръстен
- Псевдопръстен
- Псевдосфера
- Псевдохарактер
- Пълен граф
- Пълен четиристранник
- Пълен ъгъл
- Пълно метрично пространство
- Първа теорема за средното
- Първообраз
- Път

## Р
- Равенство
- Равнина
- Равнобедрен трапец
- Равнобедрен триъгълник
- Равнодиагонален четириъгълник
- Равномерна непрекъснатост
- Равномощни множества
- Равностранен триъгълник
- Радиан
- Радикал
- Радикален признак на Коши
- Радиус
- Развитие
- Разлагане
- Разлика
- Разликово уравнение
- Разложим
- Размах (статистика)
- Размерност
- Размито множество
- Разностранен триъгълник
- Разпределение на Бернули
- Разпределение на вероятностите
- Разпределение на Поасон
- Разстояние
- Разходимост
- Разширена матрица
- Ранг на матрица
- Ранг на система от вектори
- Ранг на тензор
- Рационален
- Рационална функция
- Рационално число
- Реален
- Реална ос
- Реална част
- Реално число
- Ребро
- Регулярен израз
- Регресия
- Регресия към средното
- Регресионен анализ
- Регресионен модел
- Ред
- Ред на Маклорен
- Ред на Тейлър
- Ред на Фурие
- Редица
- Редица на Коши
- Редица на Фибоначи
- Резидуум
- Рекурентна формула
- Рекурентна функция
- Рекурсия
- Релатия
- Релация
- Релация на наредба
- Рефлексивна релация
- Реципрочна стойност
- Решение
- Решетка на Ератостен
- Решетъчни разпределения
- Риманов интеграл
- Риманова геометрия
- Риманова повърхнина
- Риманова хипотеза
- Риманов интеграл
- Римска бройна система
- Римски цифри
- Римско число
- Робастна регресия
- Робастност
- Рогова точка
- Род на цяла функция
- Ромб
- Ромбикубоктаедър
- Ромбичен додекаедър
- Ромбоид
- Ротация
- Ротационни тела
- Ръб

## С
- Самоподобие
- Сангаку
- Сбор (Сума)
- Свойство
- Сегмент
- Седениони
- Сейфертова спирала
- Секанс
- Сектор
- Семейство
- Сечение
- Сигма-функция на Вайерщрас
- Сигнатура
- Сигнум
- Символ на Кронекер
- Символи за номериране на културата на полетата с погребални урни
- Символно интегриране
- Симетрала
- Симетричен полином
- Симетричен тензор
- Симетрична билинейна форма
- Симетрична група
- Симетрична матрица
- Симетрична троична бройна система
- Симетрична фигура
- Симетрично отношение
- Симетрия
- Симплекс
- Симплектична геометрия
- Сингулярен верижен комплекс
- Сингулярен комплекс
- Сингулярен симплекс
- Сингулярна верига
- Сингулярни хомологии
- Сингулярно разпределение
- Сингулярност
- Синус
- Синусова теорема
- Система
- Система линейни уравнения
- Система уравнения
- Скалар
- Скаларна кривина
- Скаларно произведение
- Скоба
- Скоби на Гаус
- Скрита променлива
- Следа на тензор
- Случаен експеримент
- Случаен процес
- Случайна величина
- Случайно събитие
- Смесени бройни системи
- Смесено произведение
- Сметало
- Смяна на базиса
- Смятане с плаваща запетая
- Собствен вектор
- Собствена стойност
- Собствено пространство
- Собствено число
- Специален случай
- Специална ортогонална група
- Специална ортогонална матрица
- Спирала
- Списък с интеграли на ирационални функции
- Спрегнато априорно разпределение
- Спрегнато пространство
- Спрягане
- Сравнение по модул
- Средна аритметико-геометрична стойност
- Средна стойност
- Средна стойност на извадката
- Средна стойност на функция
- Средна точка
- Средно аритметико-геометрично
- Средно квази-аритметично
- Средно на Колмогоров
- Средно на Тюки
- Средно отсечено
- Средно уинзоризовано
- Средноаритметична стойност
- Средноаритметично
- Средноаритметично претеглено
- Средногеометрична стойност
- Средногеометрично
- Средногеометрично претеглено
- Средноквадратична грешка
- Средноквадратична стойност
- Средноквадратично
- Средноквадратично отклонение
- Среднокубична стойност
- Среднокубично
- Средномедианна стойност
- Среднопропорционално
- Средностепенна стойност
- Средностепенно
- Средностепенно претеглено
- Среднохармонична стойност
- Среднохармонично
- Среднохармонично претеглено
- Стандартно отклонение
- Статистика
- Статистическа регресия
- Статистически критерий
- Стационарна точка
- Стационарност
- Степен
- Степен на свобода
- Степенна функция
- Степенуване
- Стерадиан
- Стереометрия
- Стохастика
- Стохастичен процес
- Стохастична апроксимация
- Стохастично градиентно спускане
- Страна
- Строг локален максимум
- Строг локален минимум
- Строго монотонно намаляващ
- Строго монотонно нарастващ
- Строго намаляваща функция
- Строго растяща функция
- Строфоида
- Структура
- Субдиференциал
- Субективна вероятност
- Субституция
- Сума
- Сума на Дарбу
- Суперпозиция
- Супремум
- Сфера
- Сфери на Данделен
- Сферичен двуъгълник
- Сферичен клин
- Сферичен пояс
- Сферичен сегмент
- Сферичен сектор
- Сферичен слой
- Сферичен триъгълник
- Сферична коника
- Сферична окръжност
- Сферична тригонометрия
- Сферична шапка
- Сферични координати
- Сфероид
- Сходимост
- Сходящ
- Събираемо
- Събиране
- Събитие
- Съвършено число
- Съждение
- Съответни ъгли
- Съотношение
- Съотношение на Бретшнайдер
- Съседен ъгъл
- Състояние
- Сюреално число
- Сюрективен
- Сюрекция

## Т
- Таблица на истинността
- Таблица на математически символи
- Таблица с интеграли на експоненциални функции
- Таблица с интеграли на ирационални функции
- Таблица с интеграли на логаритмични функции
- Таблица с интеграли на обратни хиперболични функции
- Таблица с интеграли на рационални функции
- Таблица с интеграли на тригонометрични функции
- Таблица с интеграли на хиперболични функции
- Таблични интеграли
- Тамилски цифри
- Тангенс
- Тангента
- Тегловен коефициент
- Тегловна функция
- Телескопен ред
- Телескопна сума
- Тензор
- Тензорна алгебра
- Тензорно произведение
- Теорема
- Теорема за вписаните окръжности
- Теорема за изправяне на векторното поле
- Теорема за петте кръга
- Теореми за средните линии в четириъгълника
- Теорема за сумата от ъглите на многоъгълника
- Теорема за съществуване и единственост
- Теорема за шестте окръжности
- Теорема на Ауманн за съгласието
- Теорема на Адамар за степенния ред
- Теорема на Анн
- Теорема на Бейс
- Теорема на Бойяи Гервин
- Теорема на Болцано-Вайерщрас (за безкрайните редици)
- Теорема на Болцано-Вайерщрас (за средната стойност)
- Теорема на Брахмагупта
- Теорема на Вайерщрас за цели функции
- Теорема на Вайерщрас-Казорати
- Теорема на Вариньон
- Теорема на Гаус–Бонне
- Теорема на Гаус–Ванцел
- Теорема на Гаус–Люк
- Теорема на Гаус–Марков
- Теорема на Гаус-Остроградски
- Теорема на Коши (теория на групите)
- Теорема на Коши за многостени
- Теорема на Коши за средната стойност
- Теорема на Коши-Адамар
- Теорема на Коши-Ковалевска
- Теорема на Кейси
- Теорема на Колмогоров
- Теорема на Линдеман-Вайерщрас
- Теорема на Лиувил
- Теорема на Лиувил за конформните изображения
- Теорема на Льо Кам
- Теорема на Менелай
- Теорема на Микел
- Теорема на Микел за шестте окръжности
- Теорема на Нютон
- Теорема на Нютон–Лайбниц
- Теорема на Ойлер
- Теорема на Питагор
- Теорема на Поанкаре
- Теорема на Поасон
- Теорема на Салмон
- Теорема на Стокс
- Теорема на Стоун-Вайерщрас
- Теорема на Тейлър
- Теорема на Уилсън
- Теорема на Фейербах
- Теорема на Фусс
- Теорема на Хартман-Гробман
- Теореми на Пикар (комплексен анализ)
- Теореми на Птолемей
- Теория на аналитичните функции
- Теория на бейсовото търсене
- Теория на вероятностите
- Теория на графите
- Теория на групите
- Теория на Демпстер Шафер
- Теория на доказателствата
- Теория на игрите
- Теория на категориите
- Теория на множествата
- Теория на моделите
- Теория на наредбите
- Теория на полетата
- Теория на представянията
- Теория на пръстените
- Теория на случайните процеси
- Теория на топосите
- Теория на функциите на комплексна променлива
- Теория на хаоса
- Теория на числата
- Тета функция
- Тетраедрално число
- Тетраедричен многостен
- Тетраедър
- Тетраедър на Рьоло
- Тогава и само тогава, когато
- Топологично векторно пространство
- Топологично пространство
- Топологично сортиране
- Топология
- Тор
- Торзия
- Тороид
- Точка (геометрия)
- Точка на закръгляне
- Точка на Микел
- Точка на Понселе
- Точка на сгъстяване
- Точна горна и долна граници
- Траектория на решението
- Трактриса
- Трактриса
- Транзитивност
- Транслационна инвариантност
- Транслационна симетрия
- Транслация
- Транспониран тензор
- Транспонирана матрица
- Транспозиция
- Трансформация на Лаплас
- Трансцендентен
- Трансцендентно число
- Трансцендентна функция
- Трапец
- Трептене
- Тригонометричен
- Тригонометрична функция
- Тригонометрия
- Триедър
- Триедър на Френе
- Тримерно пространство
- Тристен
- Триъгълна матрица
- Триъгълник
- Триъгълник на Бернули
- Триъгълник на Паскал
- Триъгълник на Пенроуз
- Триъгълник на Рьоло
- Троен интеграл
- Троична бройна система
- Тъждествено изображение
- Тъждество на Безу
- Тъп ъгъл
- Тяло
- Тяло на Мейснер
- Тяло с постоянна ширина

## У
- Умножение
- Унарна бройна система
- Унарна операция
- Универсална алгебра
- Универсално тригонометрично заместване
- Уникалност
- Унимодалност
- Унитарен ендоморфизъм
- Унитарен оператор
- Унитарна група
- Унитарна матрица
- Унитарно пространство
- Уравнение
- Уравнение за непрекъснатост
- Уравнение на Лаплас
- Уравнение на Поасон
- Уравнение на Хелмхолц
- Уравнения на Коши-Риман
- Уравнение с частни производни
- Условие
- Условна оптимизация
- Условия на Коши-Риман
- Условна вероятност
- Условно математическо очакване
- Условно положително дефинитен
- Условное распределение
- Успоредност
- Успоредни прави
- Успоредник

## Ф
- Фазов портрет
- Фазова крива
- Факториел
- Факториелна бройна система
- Факторизация
- Фибоначиева бройна система
- Фигура
- Филтър
- Фокална повърхност
- Фокус
- Форма с плаваща запетая
- Формален език
- Формула
- Формула за площ на Гаус
- Формула за тангенс от половин ъгъл
- Формула на Бейс
- Формула на Бернули
- Формула на Брахмагупта
- Формула на Гаус–Бонне
- Формула на Кардано
- Формула на Карно
- Формула на Моавър
- Формула на Нютон Лайбниц
- Формула на Ойлер
- Формула на Стърлинг
- Формула на Херон
- Формула на Хорнер
- Формули на векторния анализ
- Формули на Виет
- Формули на Фруллани
- Фрактал
- Фундаментална теорема на анализа
- Фундаменталност
- Функтор
- Функции на Якоби
- Функционал
- Функционален анализ
- Функция
- Функция на активация
- Функция на Вайерщрас
- Функция на вероятността
- Функция Кронекер делта
- Функция на Дирак
- Функция на доверие
- Функция на единичния скок
- Функция на Манголд
- Функция на Мьобиус
- Функция на Ойлер
- Функция на правдоподобие
- Функция на разпределение
- Функция на регресия
- Функция на Хевисайд
- Функция, асоциирана по Борел

## Х
- Хаос
- Характеристика
- Характеристичен полином
- Характеристична матрица
- Характеристична функция
- Характеристично уравнение
- Хармоничен ред
- Хармонична функция
- Хаусдорфово топологично пространство
- Хексагон
- Хексаграм
- Хеликоид
- Хилбертово пространство
- Хипербола
- Хиперболичен косеканс
- Хиперболичен косинус
- Хиперболичен котангенс
- Хиперболичен косинус
- Хиперболичен секанс
- Хиперболичен синус
- Хиперболичен тангенс
- Хиперболична геометрия
- Хиперболична функция
- Хипергеометрично разпределение
- Хиперкомплексно число
- Хиперкуб
- Хиперпараметри
- Хиперравнина
- Хиперреално число
- Хиперсфера
- Хипотеза
- Хипотеза на Кеплер
- Хипотеза на Поанкаре
- Хипотенуза
- Хипотрохоида
- Хипоциклоида
- Хистограма
- Хлъзгащ вектор
- Холоморфен автоморфизъм
- Холоморфна функция
- Хомеоморфизъм
- Хомогенност
- Хомогенен полином
- Хомогенна система уравнения
- Хомогенна функция
- Хомогенно пространство
- Хомогенност от първи ред
- Хомогенни координати
- Хомология
- Хомоморфен
- Хомоморфизъм на групите
- Хомотетия
- Хорда

## Ц
- Целозначен многочлен
- Целочислено деление
- Централен ъгъл
- Централна гранична теорема
- Центроид
- Център
- Циклична група
- Цикличен граф
- Циклоид
- Циклоид на Дъпин
- Цикъл
- Цилиндрични координати
- Цилиндър
- Цифра
- Цифри на маите
- Цифри Сучжоу
- Цифров компютър
- Цяла функция
- Цяло число

## Ч
- Частичен
- Частична сума
- Частично гладка крива
- Частично диференцируем
- Частично наредено множество
- Частна производна
- Частно
- Частно диференциално уравнение
- Честота на събитие
- Честотна вероятност
- Четириъгълник
- Четна пермутация
- Четна функция
- Четно число
- Четност
- Числител
- Число
- Число на Бернули
- Число на Гаус
- Число с плаваща запетая
- Число с фиксирана запетая
- Числов ред
- Числова ос
- Числова последователност
- Числова редица
- Чиста математика
- Член

## Ш
- Шейсетична бройна система
- Шестоъгълник
- Шестнайсетична бройна система
- Шестоъгълна призма

## Ъ
- Ъглова скорост
- Ъглополовяща
- Ъгъл

## Я
- Ядрена оценка на плътността
- Ядро (математика)
- Ядро (статистика)
- Якобиан
- Японска теорема за вписания четириъгълник
- Японски цифри